# Dorothy Yeboah-Manu
Dorothy Yeboah-Manu (* 20. Jahrhundert) ist eine ghanaische Biologin und Hochschullehrerin. Sie ist seit 2017 Professorin für Medizinische Mikrobiologie und seit 2021 die erste Direktorin des Noguchi Memorial Institute for Medical Research (NMIMR) der University of Ghana.

## Leben und Werk
Yeboah-Manu ist das jüngste von sechs Kindern und wuchs in der Ostregion Ghanas auf. Sie studierte an der Kwame Nkrumah University of Science and Technology und erhielt 1992 einen Bachelor of Science (Hons) in Biochemie. Neben ihrer Tätigkeit als wissenschaftliche Mitarbeiterin am Noguchi Memorial Institute for Medical Research (NMIMR) erwarb sie 2000 einen Master-Abschluss in Angewandter Molekularbiologie an der London School of Hygiene & Tropical Medicine. 2006 promovierte sie in medizinischer Parasitologie und Infektionsbiologie am Schweizerischen Tropen- und Public Health-Institut der Universität Basel.
Yeboah-Manu ist Mitglied der American Society for Microbiology, der International Union against Tuberculosis and Lung Disease, des WHO Global Network of Laboratories Confirming Buruli Ulcer, Vorstandsmitglied der Federation of African Immunological Societies und Mitglied des Lenkungsausschusses des National Buruli Ulcer Control Program, Mitglied der Ghana Academy of Arts and Sciences sowie Vorsitzende des Beirats des Nationalen Tuberkulose-Kontrollprogramms. Sie ist Senior Fellow der European and Developing Countries Clinical Trials Partnership, Vorstandsmitglied der African Research Academies for Women, Ghana, und Fellow des Wellcome Trust. Sie ist Vizepräsidentin der Immunological Society of Ghana und Mitglied des West Africa Network of Excellence for TB, Malaria and HIV/AIDS. Sie ist Mitglied des Beirats des Institut de Recherche en Santé de Surveillance Epidemiologique et de Formation in Senegal.  Von 2012 bis 2017 war sie Wellcome Trust Fellow.

## Forschung
Sie ist Direktorin des Noguchi Memorial Institute for Medical Research (NMIMR) an der Universität von Ghana in Accra, wo sie mehrere Projekte leitet, darunter Behandlung, Diagnose und Forschung zu Tuberkulose und Buruli-Ulkus. Sie war Teil des Teams, das genomische Marker zur Typisierung von Mycobacterium ulcerans (MU)-Isolaten aus Ghana identifizierte und erstmals genomische Diversität in afrikanischen Mycobacterium ulcerans-Isolaten entdeckte. Bis zu dieser Arbeit herrschte aufgrund verschiedener wissenschaftlicher Studien die allgemeine Annahme, dass es unter afrikanischen Isolaten keine genomische Diversität gebe. Dieser Befund wurde in den Science Daily News veröffentlicht.
In Zusammenarbeit mit dem Veterinärdienst, der School of Public Health und dem Center for Disease Control (CDC) in den USA unterstützt sie den Kapazitätsaufbau und die Etablierung eines landesweiten Systems zur Überwachung von Milzbrand bei Mensch und Tier. Darüber hinaus untersucht sie gemeinsam mit Kollegen aus Cambridge saisonale Veränderungen des nasopharyngealen Mikrobioms und das Auftreten von Meningitis.

## Auszeichnungen und Ehrungen (Auswahl)
- 2018: Royal Society Africa Prize[8][9]
- 2022: Fellowship der Ghana Academy of Arts and Sciences[10]
- Senior Fellow der European and Developing Countries Clinical Trials Partnership (EDCTP)[11]

## Veröffentlichungen (Auswahl)
- mit Joseph K. Bonney, Bright Adu: Marburg Virus Disease in Ghana. New England Journal of Medicine. 2023, Jahrgang 388, Ausgabe 25, 22. Juni 2023, S. 2393–2394. DOI:10.1056/NEJMc2300867.